# ゼルセナイ・タデッセ
ゼルセナイ・タデッセ（Zersenay Tadesse、1982年2月8日 - ）は、エリトリアの元陸上競技選手。同国史上初のオリンピックメダリスト。
2004年アテネオリンピック銅メダル。

## 経歴
タデッセは、2004年アテネオリンピックの男子10000mで、隣国のケネニサ・ベケレ、シレシ・シヒネに次いで銅メダルを獲得。1993年にエチオピアから独立し、2000年シドニーオリンピックがオリンピック初出場のエリトリアにとって初めてのオリンピックメダリストとなった。
タデッセは、2005年のグレートノースラン（ハーフマラソン）で59分05秒の大会新記録で優勝。2006年には、福岡で行われた世界クロスカントリー選手権の団体でエリトリアの銀メダルに貢献。12月には10kmロードで、エリウド・キプチョゲとともに26分54秒の世界新記録を樹立。（勝利はキプチョゲ）
2007年のケニアのモンバサで開催された世界クロスカントリーでは、2002年からシニア男子ショート、ロングで5年連続2冠を達成していたベケレに勝利。8月に大阪で行われた世界選手権の10000mでは、前半から果敢にリードするも4位に終わる。
2008年北京オリンピックでは10000mに出場。3位から1秒遅れの5位でメダルに手が届かなかった。
2009年ベルリン世界選手権では10000mで銀メダルを獲得した。
2010年のリスボンハーフマラソンで、サムエル・ワンジルのハーフマラソン世界記録を更新する58分23秒で優勝した。
世界記録を持つハーフマラソンでは無類の強さを誇り、世界ハーフマラソン選手権では（世界ロードランニング選手権として開催された回を含めて）5回優勝している。
2017年5月6日、イタリアのモンツァ・サーキットにて行われた、スポーツ用品ナイキ企画の「ブレーキング2」にエリウド・キプチョゲ・レリサ・デシサと共に参加し、非公認扱いながらも2時間06分51秒を記録した。

## 自己ベスト
- 3000m - 7分39秒93 (2005年)
- 5000m - 12分59秒27 (2006年)
- 10000m - 26分37秒25 (2006年)
- ハーフマラソン - 58分23秒 (2010年)
- マラソン - 2時間08分46秒 (2018年)

## 主な実績
| 年   | 大会                   | 場所                      | 種目   | 結果 | 記録       |
| ---- | ---------------------- | ------------------------- | ------ | ---- | ---------- |
| 2003 | 世界陸上選手権         | フランス パリ             | 5000m  | 8位  | 13分05秒57 |
| 2004 | オリンピック           | ギリシャ アテネ           | 5000m  | 7位  | 13分24秒31 |
| 2004 | オリンピック           | ギリシャ アテネ           | 10000m | 3位  | 27分22秒57 |
| 2005 | 世界陸上選手権         | フィンランド ヘルシンキ   | 5000m  | 14位 | 13分40秒27 |
| 2005 | 世界陸上選手権         | フィンランド ヘルシンキ   | 10000m | 6位  | 27分12秒82 |
| 2007 | オールアフリカゲームズ | アルジェリア アルジェ     | 10000m | 1位  | 27分00秒30 |
| 2007 | 世界陸上選手権         | 日本 大阪                 | 10000m | 4位  | 27分21秒37 |
| 2008 | オリンピック           | 中国 北京                 | 10000m | 5位  | 27分05秒11 |
| 2009 | 世界陸上選手権         | ドイツ ベルリン           | 10000m | 2位  | 26分50秒12 |
| 2011 | 世界陸上選手権         | 韓国 大邱                 | 10000m | 4位  | 27分22秒57 |
| 2012 | オリンピック           | イギリス ロンドン         | 10000m | 6位  | 27分33秒51 |
| 2016 | オリンピック           | ブラジル リオデジャネイロ | 10000m | 8位  | 27分23秒86 |

- sfは準決勝、qfは2次予選、hは1次予選